# Mark Hildreth
Mark Hildreth (Vancouver, 24 gennaio 1978) è un attore e doppiatore canadese.

## Biografia
Laureato alla Scuola Nazionale di Teatro del Canada, fra le sue interpretazioni vi sono Hamlet (The Shakespeare Project), Bertram in All's well that Ends well (Bard on the beach), Richard of Gloucester in Richard III (NTSC) e Cale Blackwell in Fire (Teatre Lac Brome).
Attivo come attore dal 1986, Mark ha fatto la voce fuori campo sin dall'età di 10 anni, quando fu scelto come voce di Beany nel cartoon movie di produzione della DiC Entertainment Beany and Cecil. Da allora i suoi ruoli principali sono stati: Alex Mann in Action Man, Quicksilver in Wolverine and the X-Men, Terry Bogard nella serie Fatal Fury, Harrison in Stargate Infinity, Vega in Street Fighter: The Animated Series e Heero Yui in Gundam Wing.
Nel 2001 Mark ebbe il ruolo di Eugene Marchbanks nel film di produzione della Vancouver Playhouse di George Bernard Shaw Candida, per il quale ha ricevuto un Jessie Richardson award per la miglior interpretazione come attore protagonista; ha prestato la sua voce per il videogioco Metal Gear Solid 4: Guns of the Patriots e come DJ Atomika in Burnout Paradise.
Nel 2003 si è unito alla band Davis Trading come tastierista e cantante. Lasciata però la band dei Davis Trading nel 2004 per iniziare un progetto solista, Mark ha formato la sua propria band con il chitarrista Jory Neal Groberman e il batterista Amrit Basi. Mark scrive e canta tutte le canzoni. Nel 2008 è uscito il suo primo album chiamato "Complex State of Attachment".
Nel 2003, appare nel terzo episodio della miniserie Taken di Steven Spilberg come il tenente Wailey. È stato nel cast nella serie tv della ABC V nel ruolo di Joshua, un capo medico Visitor facente parte della Quinta Colonna, e attualmente nel Cartoon Network's Hot Wheels: Battle Force 5 nel ruolo di Vert Wheeler.

## Filmografia parziale

### Attore

#### Cinema
- They - Incubi dal mondo delle ombre (They), regia di Robert Harmon (2002)
- Pirati dei Caraibi - Ai confini del mondo (Pirates of the Caribbean: At World's End), regia di Gore Verbinski (2007)

#### Televisione
- Tesoro, mi si sono ristretti i ragazzi (Honey, I Shrunk the Kids: The TV Show) – serie TV, 5 episodi (1998-2000)
- Il richiamo della foresta (Call of the Wild) – serie TV, 5 episodi (2000)
- Wolf Lake – serie TV, un episodio (2001)
- Night Visions – serie TV, un episodio (2001)
- Just Cause – serie TV, 20 episodi (2002-2003)
- No Night Is Too Long, regia di Tom Shankland – film TV (2002)
- Taken – serie TV, un episodio (2003)
- La leggenda di Earthsea (Earthsea) – serie TV, 2 episodi (2004)
- The Collector – serie TV, un episodio (2005)
- Eureka – serie TV, un episodio (2008)
- Supernatural – serie TV, un episodio (2009)
- Being Erica – serie TV, un episodio (2009)
- I Tudors (The Tudors) – serie TV, 5 episodi (2009)
- V – serie TV, 17 episodi (2009-2011)
- Resurrection – serie TV, 21 episodi (2014-2015)
- The Good Doctor – serie TV, un episodio (2019)

### Doppiaggio

#### Videogiochi
- The Bureau: XCOM Declassified (2013)

## Doppiatori italiani
Nelle versioni in italiano delle opere in cui ha recitato, Mark Hildreth è stato doppiato da:
- Stefano Crescentini in They - Incubi dal mondo delle ombre, Resurrection
- Andrea Lavagnino in The Collector, Supernatural
- Davide Albano in Le terrificanti avventure di Sabrina
- Massimiliano Manfredi in La leggenda di Earthsea
- Carlo Scipioni in Pirati dei Caraibi - Ai confini del mondo
- Daniele Barcaroli in Just Cause
- Gianfranco Miranda in American Pastoral